# Kouassi Kouassikro
Kouassi Kouassikro  est le chef-lieu de commune du département de Kouassi Kouassikro situé au centre-est de la Côte d'Ivoire, appartenant à la Région du N'Zi. Le député actuel est Yao Koffi Jean Paul, le maire actuel est Kouakou Kouadio Joseph. 

## Géographie
Kouassi-Kouassikro est une ville située dans le centre de la Côte d’Ivoire, dans le département du même nom Kouassi-Kouassikro est à la fois une commune, un chef-lieu de sous-préfecture et de département.
Ses ouvertures sur Bocanda à l'est, M’bahiakro au nord-est, Didiévi à l'ouest, et Bouaké au nord, ainsi que sa proximité avec lesdites villes lui confère une position stratégique.

## Histoire
La commune de Kouassi-Kouassikro a été créée par la loi N°856-1085 du 16 octobre 1985 portant création de quatre-vingt dix huit communes. Deux frères, Konan Koffi (cultivateur) et Konan Kouassi (éleveur) seraient à l’origine de la création de Kouassi-Kouassikro. Konan Koffi, le grand frère vivait dans son campement très éloigné (Koffiklô) de la grande voie où il recevait régulièrement la visite du commandant de cercle basé à Bocanda. Quant à Konan Kouassi, le petit frère, il avait le sien en bordure de la route et facile d’accès (Kouassiklô). Pour faciliter l’accès au commandant, ils ont décidé de se mettre ensemble à Kouassiklô chez Konan Kouassi. Konan Kouassi eut un fils qu’il nomma Kouassi Kouassi nom auquel il ajouta « klô » qui signifie village. C’est donc Kouassi Kouassiklô, village de Kouassi Kouassi qui devient par erreur de la transcription coloniale « Kouassi-Kouassikro ».

## Économie
L’existence, l’étendue et la grande fertilité des terres cultivables et la forte densité des productions agricoles sont de véritables atouts économiques. Les cultures dominantes telles que l’arachide, le manioc, l’igname précoce appelée localement ‘‘Koubba’’, le piment, les aubergines, la tomate, l’anacarde font de Kouassi-Kouassikro le grenier de la région du N’Zi.